# Фінал НБА 1957
Фінал НБА 1957 — чемпіонська серія сезону 1956—57 Національної баскетбольної асоціації, а також підсумок плеф-оф НБА 1957. В серії із семи матчів зійшлися чемпіон Західної конференції «Сент-Луїс Гокс» і чемпіон Східної конференції «Бостон Селтікс». Це була перша участь у фіналах НБА в історії обох клубів. «Селтікс» виграли серію у «Гокс» із рахунком 4—3.

## Деталі серії
| Гра   | Дата       | Команда-господарка | Рахунок       | Команда-гостя |
| ----- | ---------- | ------------------ | ------------- | ------------- |
| Гра 1 | 30 березня | Бостон             | 123—125 (2от) | Сент-Луїс     |
| Гра 2 | 31 березня | Бостон             | 119—99        | Сент-Луїс     |
| Гра 3 | 6 квітня   | Сент-Луїс          | 100—98        | Бостон        |
| Гра 4 | 7 квітня   | Сент-Луїс          | 118—123       | Бостон        |
| Гра 5 | 9 квітня   | Бостон             | 124—109       | Сент-Луїс     |
| Гра 6 | 11 квітня  | Сент-Луїс          | 96—94         | Бостон        |
| Гра 7 | 13 квітня  | Бостон             | 125—123 (2от) | Сент-Луїс     |

«Селтікс» виграли серію у «Гокс» із рахунком 4—3

## Рекорди
- Центровий «Селтікс» Білл Расселл встановив рекорд для новачка за кількістю підбирань в одній грі фіналу НБА (32 підбирання в 7 грі), а в середньому набирав 22.9 підбирань за гру протягом усієї серії[1].